# Явор (име)
Явор е българско име от славянски произход. Произлиза от дървото Явор. Именният ден е Цветница. Женският вариант на името е Явора.

## Известни хора с това име[5]
- Пейо Яворов
- Явор Бахаров
- Явор Янакиев
- Явор Конов
- Явор Караиванов
- Явор Дачков